# Ватев, Атанас
Атанас Ветев Ватев (3 ноября 1881, Ловеч, Княжество Болгария — 21 апреля 1967, София) — болгарский военный и государственный деятель, генерал-майор (1930), военный министр (Министр войны) Болгарии (1934).

## Биография
В 1903 году окончил Софийское военное училище (сейчас Национальный военный университет имени Васила Левского), после которого был назначен офицером артиллерийского полка в Пловдиве. В 1910 г. — выпускник Военной академии в Италии.
В начале Первой Балканской командовал 4-м артиллерийским полком. В Чаталджинском сражении получил ранение.
Участник Первой мировой войны (1915—1918). Служил начальником штаба Первой и Второй бригад 7-й Рильской пехотной дивизии, затем начальником разведотдела штаба действующей армии и командир роты 13 Рильского пехотного полка. 1 марта 1916 года ему было присвоено звание майора, а 27 февраля 1918 года — подполковника. С 1917 по 1920 год был начальником разведки штаба армии. Служил начальником штаба 6-й стрелковой Бдинской дивизии, начальником Врачанского военного округа.
С 1923 года — помощник командира Восьмого берегового пехотного полка, после чего в том же году назначен помощником командира Первого Софийского пехотного полка. 30 января 1923 года ему было присвоено звание полковника. Позже служил в 3-м, 4-м и 7-м артиллерийских полках. С 1927 года был командиром 8-й пехотной дивизии и начальником гарнизона Стара-Загора, в 1930 году ему было присвоено звание генерал-майора. С 1932 по 1934 год — начальник Второго военного инспекционного округа.
9 мая 1934 года, накануне майского переворота, был назначен военным министром. После переворота был помещён под домашний арест, 25 мая интернирован в Ловеч, а 22 июля экстрадирован через Лом в Италию. Жил в Турине.
Вернулся на родину в 1935 году. Активно участвовал в деятельности крайне правой партии Народное социальное движение, за что в сентябре снова был интернирован в Ловече. В 1937 году стал партнером предприятия с итальянским участием, занимавшегося торговлей оружием и авиационными деталями.
В 1953 году им занимались органы государственной безопасности в связи с подозрением в шпионаже в пользу разведки США под псевдонимом «Рак».